# Stefan Musiałek-Łowicki
Stefan Musiałek-Łowicki, ps. „Konstanty Łowicki”, „Mucha”, „Mirosław”, „Poręba”, „Włodzimierz” (ur. 4 sierpnia 1896 w Marciszowie, zm. 13 lipca 1986 w Rzeszowie) – podpułkownik piechoty Wojska Polskiego, żołnierz Legionów Polskich, uczestnik obu wojen światowych i wojny z bolszewikami, w czasie okupacji hitlerowskiej inspektor Inspektoratu AK Tarnów i dowódca 16 pułku piechoty Ziemi Tarnowskiej AK, kawaler Orderu Virtuti Militari.

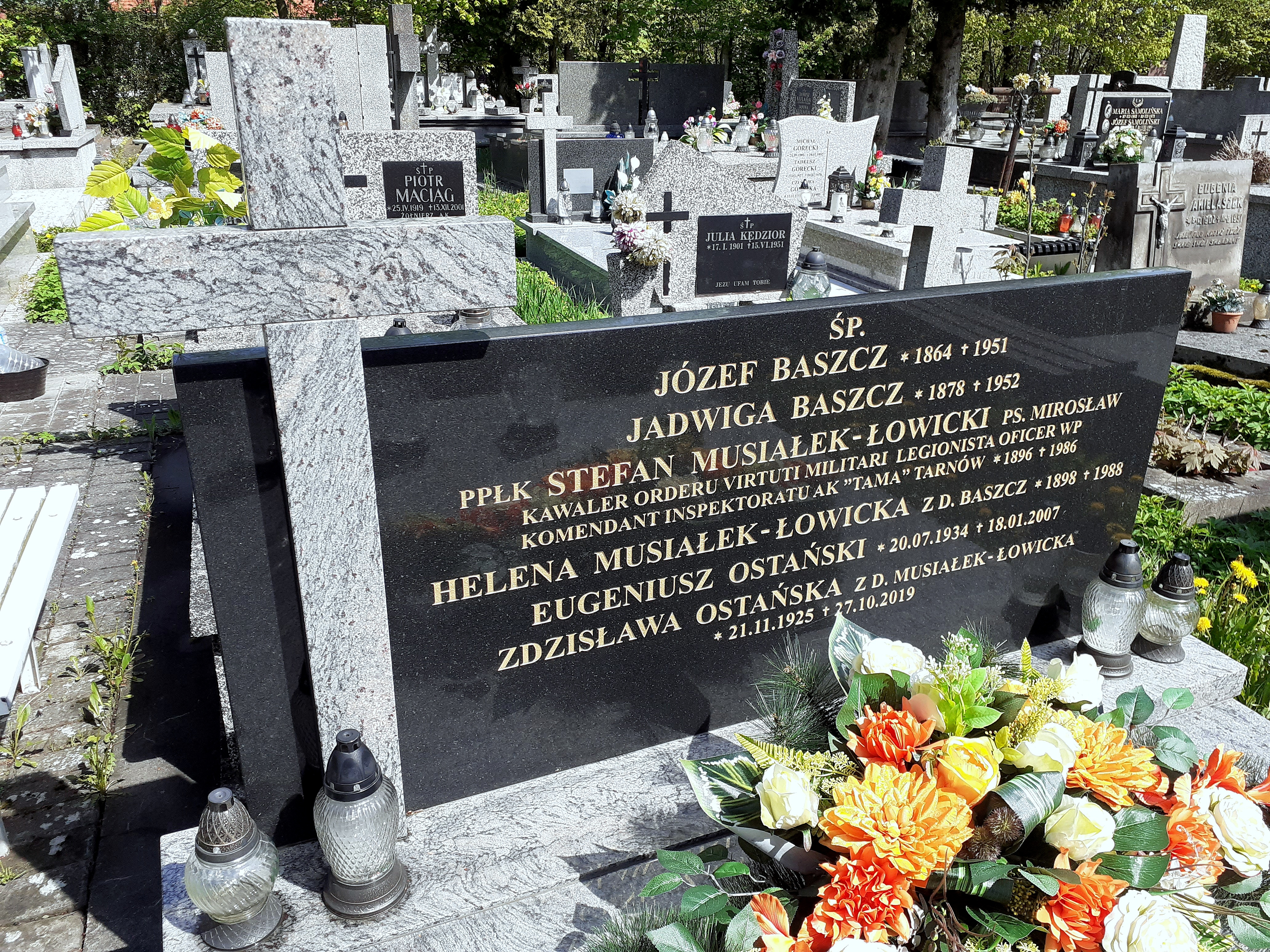
Grobowiec Stefana Musiałek-Łowickiego

## Życiorys
Urodził się 4 sierpnia 1896 roku w gromadzie Marciszów w gminie Poręba Mrzygłodzka, w rodzinie Jana i Florentyny z Hamerlików. Ukończył szkołę ludową w Zawierciu, następnie 3 klasy gimnazjum we Lwowie i trzyletni kurs uzupełniający przy Akademii Handlowej w Krakowie. Od maja 1914 roku był członkiem Drużyn Strzeleckich, od sierpnia żołnierzem Legionów Polskich, pod pseudonimem „Konstanty Łowicki”. Po kryzysie przysięgowym był internowany w obozie w Szczypiornie. Od 1 grudnia 1917 do 1 listopada 1918 roku służył w Polskiej Sile Zbrojnej w Ostrowi Mazowieckiej. 2 listopada 1918 roku wstąpił do Wojska Polskiego. Jako żołnierz 5 pułku piechoty Legionów walczył w wojnie polsko-bolszewickiej. Został odznaczony Krzyżem Srebrnym Orderu Virtuti Militari.
Na porucznika został awansowany ze starszeństwem z dniem 1 lipca 1920 roku w korpusie oficerów piechoty. W okresie międzywojennym służył między innymi w 17 pułku piechoty w Rzeszowie. 2 kwietnia 1929 roku został awansowany na kapitana ze starszeństwem z dniem 1 stycznia 1929 roku i 40. lokatą w. 20 września 1930 roku otrzymał przeniesienie z 17 pp do Korpusu Ochrony Pogranicza. Od 1932 roku pełnił służbę w Centralnej Szkole Podoficerów KOP w Osowcu. Z dniem 3 kwietnia 1932 roku został przydzielony na trzymiesięczny I Kurs Dowódców Kompanii (szwadronów) Karabinów Maszynowych w Centrum Wyszkolenia Piechoty w Rembertowie. Na majora został awansowany ze starszeństwem z dniem 1 stycznia 1936 roku w korpusie oficerów piechoty. W marcu 1939 odbywał praktykę poborową w Komendzie Rejonu Uzupełnień Wadowice. W tym samym roku został przeniesiony do Komendy Rejonu Uzupełnień Kowel na stanowisko komendanta rejonu uzupełnień.
Walczył w kampanii wrześniowej. Nie został wzięty do niewoli i powrócił do Rzeszowa, gdzie zaangażował się w pracę konspiracyjną, najpierw w Służbie Zwycięstwu Polski, następnie jako zastępca inspektora Inspektoratu ZWZ Rzeszów. Od połowy 1942 roku był inspektorem Inspektoratu AK Tarnów. Był między innymi odpowiedzialny za przeprowadzenie operacji Most II i Most III. Awansowany do stopnia podpułkownika, został mianowany dowódcą 16 pułku piechoty Ziemi Tarnowskiej AK, formowanego do udziału w akcji „Burza”.
Po wojnie pozostał w konspiracji, do aresztowania w listopadzie 1946 roku pełnił funkcję prezesa śląsko-dąbrowskiego okręgu organizacji Wolność i Niezawisłość. Po aresztowaniu był przetrzymywany do lutego 1947 roku, następnie zwolniony. Zamieszkał w Rzeszowie, gdzie zmarł 13 lipca 1986 roku. Pochowany na cmentarzu Pobitno (sektor XXXI-13-2).
Był mężem Heleny z Baszczów (1898–1988), z którą miał syna Witolda (ur. 1923) i córkę Krystynę (ur. 1925).

## Ordery i odznaczenia
- Krzyż Srebrny Orderu Wojskowego Virtuti Militari nr 4825 (1921)[7]
- Krzyż Niepodległości (13 kwietnia 1931)[8]
- Krzyż Walecznych (czterokrotnie)
- Srebrny Krzyż Zasługi (14 października 1934)[9]
- Medal Pamiątkowy za Wojnę 1918–1921
- Medal Dziesięciolecia Odzyskanej Niepodległości
- Medal 10 Rocznicy Wojny Niepodległościowej (Łotwa)[10]